# San Giuseppe ai Prati
San Giuseppe ai Prati är en kyrkobyggnad i Rom, helgad åt den helige Josef av Calasanz, men även den helige Josef från Nasaret vördas här. Kyrkan är belägen vid Via Pietro Cavallini i Rione Prati och tillhör församlingen Sacro Cuore di Gesù in Prati.

## Kyrkans historia
Kyrkan uppfördes år 1888 för Suore di San Giuseppe Calasanzio efter ritningar av Andrea Busiri Vici. Sedan 1910 tillhör kyrkan det Påvliga polska prästseminariet, Pontificio Istituto Ecclesiastico Polacco.
Kyrkans fasad har ett rosettfönster och nedanför detta en portal med mosaiker som framställer den helige Josef med Jesusbarnet, flankerad av två änglar. Den ljusa interiören har en absidmosaik som visar den förhärligade Jesus Kristus, utförd år 2001 av den slovenske jesuiten och konstnären Marko Ivan Rupnik.